# Oberdorf, Haut-Rhin
Oberdorf là một xã ở tỉnh Haut-Rhin trong vùng Grand Est ở đông bắc Pháp. Xã này có diện tích 4,13 km², dân số năm 1999 là 564 người. Khu vực này có độ cao 347 mét trên mực nước biển.